# Campionato Nazionale 1928-1929
La stagione 1928-1929 è stato il quattordicesimo Campionato Nazionale, e ha visto campione l'Hockey Club Davos.

## Gruppi

### Serie Est
|  | Davos | 5 – 0 (Forfait) referto | St. Moritz |  |

L'EHC St. Moritz decide di non partecipare.

### Serie Ovest
| Château-d'Oex 23 dicembre 1928 | Château-d'Œx | 0 – 5 referto | Rosey-Gstaad |  |

## Finale
|  | Davos | 5 – 0 (Forfait) referto |  |  |

Le due squadre hanno potuto fare una scelta congiunta per il luogo di incontro della partita, ma l'HC Rosey-Gstaad ha respinto tutte le proposte. L'assemblea della Swiss Hockey League ha votato con 11 voti contro 6 di dare il titolo all'HC Davos.

## Verdetti
| Campionato Nazionale 1928-1929 | Campionato Nazionale 1928-1929 |
| ------------------------------ | ------------------------------ |
| Campionato Nazionale           | Davos                          |

### Roster della squadra vincitrice
| Vincitori del Campionato Nazionale HC Davos | Portieri: Difensori: Attaccanti: Allenatore: Bobby Bell |